# 特雷內爾縣

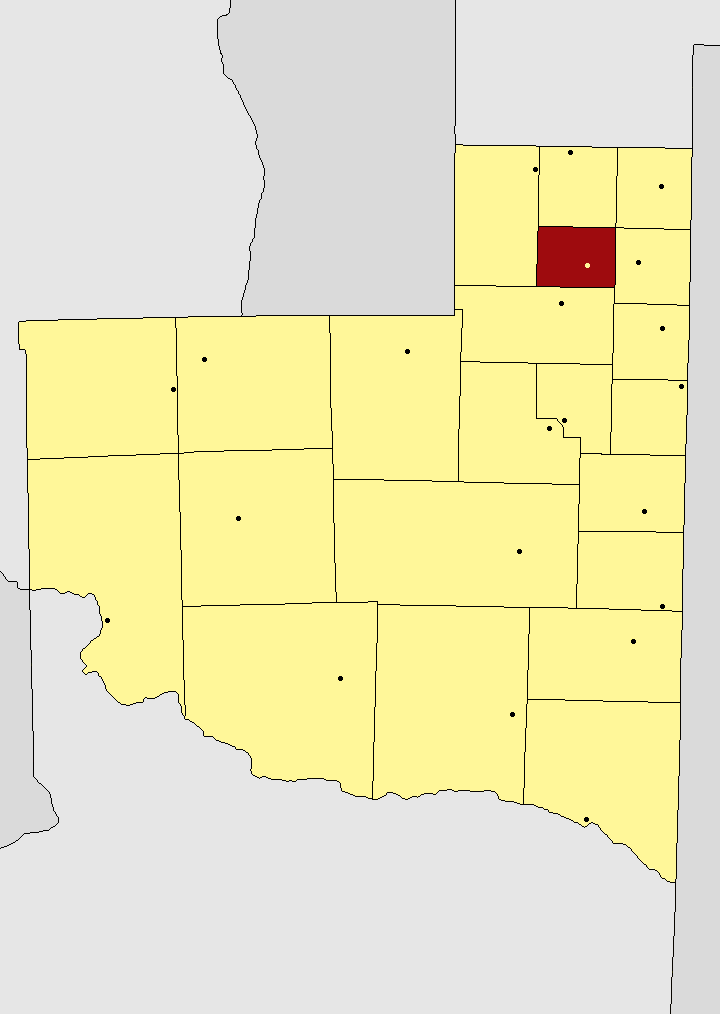

35°41′53″S 64°08′00″W / 35.69806°S 64.13333°W
特雷內爾縣（西班牙語：Departamento Trenel），是阿根廷的縣份，位於該國中部拉潘帕省，首府設於特雷內爾，北面是雷阿利科縣，面積1,955平方公里，2010年人口5,426，人口密度每平方公里2.8人。